# KNVB beker 1991-1992
La Coppa d'Olanda 1991-1992 (vero nome: KNVB Beker o Amstel Cup per ragioni di sponsor) fu la 74ª edizione della coppa nazionale dei Paesi Bassi.

## 1º Turno
Giocate il 31 agosto e 1º settembre 1991
| Squadra 1     | Risultato       | Squadra 2        |
| ------------- | --------------- | ---------------- |
| VV Aalsmeer   | 1 - 2           | RKSV Halsteren   |
| ACV           | 0 - 3           | IJsselmeervogels |
| ADO '20       | 0 - 3           | Noordwijk        |
| GVVV          | 0 - 2           | Spakenburg       |
| Quick '20     | 2 - 0           | Jong Heerenveen  |
| VV Rheden     | 4 - 0           | HVV Hollandia    |
| VV Rozenburg  | 1 - 1 (5-3 dcr) | SV Babberich     |
| Spijkenisse   | 7 - 2           | Katwijk          |
| SV Venray     | 2 - 3           | SV Meerssen      |
| Vitesse Delft | 1 - 2           | OJC Rosmalen     |

## 2º Turno
giocati il 12 ottobre 1991
| Squadra 1        | Risultato   | Squadra 2           |
| ---------------- | ----------- | ------------------- |
| N.E.C.           | 5 - 0       | Spijkenisse         |
| RBC Roosendaal   | 5 - 1       | Quick Boys          |
| VV Rozenburg     | 0 - 3       | Heerenveen          |
| Veendam          | 3 - 1       | DOVO                |
| Telstar          | 5 - 0       | USV Elinkwijk       |
| TOP Oss          | 2 - 1       | Spakenburg          |
| VCV Zeeland      | 2 - 3 (dts) | SV Meerssen         |
| VVV-Venlo        | 3 - 0       | Quick '20           |
| Sparta Rotterdam | 4 - 1       | Go Ahead Eagles     |
| AZ Alkmaar       | 2 - 3 (dts) | Den Haag            |
| Den Bosch        | 4 - 1       | Dordrecht           |
| Cambuur          | 2 - 2 (dts) | RKSV Halsteren      |
| Eindhoven        | 1 - 0       | IJsselmeervogels    |
| Emmen            | 2 - 1       | Noordwijk           |
| Excelsior        | 4 - 1       | OJC Rosmalen        |
| Wageningen       | 3 - 3 (dts) | Heracles Almelo     |
| Zwolle           | 0 - 2       | VV Rheden           |
| Haarlem          | 2 - 0       | Excelsior Maassluis |
| Helmond Sport    | 3 - 2       | Fortuna Sittard     |
| MVV              | 4 - 0       | De Graafschap       |
| NAC Breda        | 6 - 1       | De Treffers         |

## 3º Turno
Giocati il 16 e 17 novembre 1991.
| Squadra 1        | Risultato       | Squadra 2     |
| ---------------- | --------------- | ------------- |
| RKC Waalwijk     | 2 - 4 (dts)     | Telstar       |
| Heerenveen       | 0 - 2           | PSV           |
| Veendam          | 2 - 2 (4-5 dcr) | Vitesse       |
| SV Meerssen      | 0 - 2           | Roda JC       |
| Volendam         | 1 - 1 (3-4 dcr) | TOP Oss       |
| VVV-Venlo        | 1 - 1 (4-3 dcr) | Den Bosch     |
| Sparta Rotterdam | 3 - 1           | Willem II     |
| Ajax             | 3 - 1           | Den Haag      |
| Feyenoord        | 1 - 0           | MVV           |
| Eindhoven        | 2 - 2 (6-5 dcr) | Wageningen    |
| Emmen            | 1 - 0           | Excelsior     |
| Groningen        | 3 - 2           | Cambuur       |
| Haarlem          | 4 - 3           | N.E.C.        |
| NAC Breda        | 0 - 1           | Utrecht       |
| VV Rheden        | 2 - 1           | Twente        |
| RBC Roosendaal   | 2 - 0           | Helmond Sport |

## Ottavi
Giocati il 4 e 5 gennaio 1992.
| Squadra 1        | Risultato       | Squadra 2 |
| ---------------- | --------------- | --------- |
| Telstar          | 2 - 2 (5-4 dcr) | Eindhoven |
| Utrecht          | 3 - 0           | Emmen     |
| RBC Roosendaal   | 1 - 2           | Feyenoord |
| VV Rheden        | 1 - 1 (6-7 dcr) | VVV-Venlo |
| Roda JC          | 2 - 1           | Groningen |
| TOP Oss          | 1 - 6           | Haarlem   |
| Sparta Rotterdam | 2 - 2 (4-3 dcr) | Vitesse   |
| Ajax             | 2 - 1 (dts)     | PSV       |

## Quarti
Giocate il 26 febbraio, 1º marzo e 8 marzo 1992.
| Squadra 1 | Risultato       | Squadra 2        |
| --------- | --------------- | ---------------- |
| Roda JC   | 4 - 1           | Utrecht          |
| VVV-Venlo | 2 - 2 (3-4 dcr) | Sparta Rotterdam |
| Telstar   | 4 - 1           | Haarlem          |
| Feyenoord | 1 - 0           | Ajax             |

## Semifinali
Giocate il 31 marzo e 8 aprile 1992.
| Squadra 1 | Risultato       | Squadra 2        |
| --------- | --------------- | ---------------- |
| Roda JC   | 3 - 0           | Telstar          |
| Feyenoord | 1 - 1 (5-3 dcr) | Sparta Rotterdam |

## Finale
| Squadra 1 | Risultato | Squadra 2 |
| --------- | --------- | --------- |
| Feyenoord | 3 - 0     | Roda JC   |

| Rotterdam 10 maggio 1992                                              | Feyenoord | 3 – 0 | Roda JC | De Kuip |
| \| \| \| \| \| De Wolf 28’ Taument 43’ Kiprich 53’ \| Marcatori \| \| |           |       |         |         |
|                                                                       |           |       |         |         |
| De Wolf 28’ Taument 43’ Kiprich 53’                                   | Marcatori |       |         |         |